# 神置町
神置町（かみおきちょう）は、岐阜県各務原市の地名。現行行政町名は神置町及び神置町一丁目から四丁目。

## 地理
各務原市の稲羽地区の西部（旧・中屋村）に属する。
町域の東部は下中屋町、成清町、西部は川島笠田町及び羽島郡岐南町平島、羽島郡笠松町米野、南部は川島笠田町、下中屋町（弥平島集落）、北部は成清町である。
町域には県道178号下中屋笠松線が通過し、木曽川（北派川・新境川）が流れる。
道路
- 県道178号下中屋笠松線
- スチールロード

## 歴史
江戸時代、この地域は羽栗郡間嶋村であったが、東は熊野神社を鎮守とし、西は八幡神社を鎮守としていたため、事実上は東と西とは異なる村であった。1874年（明治7年）に住民の対立が激化したため、羽栗郡は村の分轄を認め、東間島村と西間島村に分立する。翌年に 権令小崎利準の仲裁などもあり、東間島村と西間島村が合併。神置村となる。1889年（明治22年）に町村制施行に伴い村制施行し、神置村が発足。
1897年（明治30年）に羽島郡神置村、松本村、上中屋村、下中屋村、大佐野村、成清村合併し、羽島郡中屋村が発足。中屋村大字神置となる。
1955年（昭和30年）に稲葉郡更木村、前宮村、羽島郡中屋村が合併、稲羽町が発足すると稲羽町神置町に改称。1963年（昭和38年）、蘇原町、鵜沼町、鵜沼町、稲羽町が合併し各務原市が発足すると、各務原市神置町となる。
稲羽西部土地改良区の区画整理により、1981年（昭和56年）8月20日、神置町の大部分をもって神置町一丁目から四丁目が成立。同年11月10日、成清町、神置町の一部、下中屋町の一部で成清町が成立。

## 世帯数と人口
2024年（令和6年）10月1日現在の世帯数と人口は以下の通りである。尚、丁番の無い神置町は殆どが木曽川（三派川・新境川）河川敷であり、住民は0人である。
| 丁目         | 世帯数  | 人口  |
| ------------ | ------- | ----- |
| 神置町       | 0世帯   | 0人   |
| 神置町一丁目 | 13世帯  | 30人  |
| 神置町二丁目 | 26世帯  | 56人  |
| 神置町三丁目 | 108世帯 | 252人 |
| 神置町四丁目 | 45世帯  | 119人 |
| 計           | 192世帯 | 457人 |

## 小・中学校の学区
市立小・中学校に通う場合、学区は以下の通りとなる。
| 番・番地等 | 小学校                 | 中学校               |
| ---------- | ---------------------- | -------------------- |
| 全域       | 各務原市立稲羽西小学校 | 各務原市立稲羽中学校 |

## 主な施設
- 各務原市稲羽地区体育館
- 神置町公民館
- 各務原アウトドアフィールド
- 明通寺
- 熊野八幡神社

1982年（昭和57年）熊野神社と八幡神社を合祀し、新たな神社とし創立。八幡神社跡地は稲羽地区体育館、神置町公民館となり、神社時代の建物もある。
- 秋葉神社

## 交通
- 各務原市ふれあいバス川島線

※各務原市ふれあいバス稲羽線にも「神置」停留所があるが、所在地は成清町である。